# Elena Moșuc

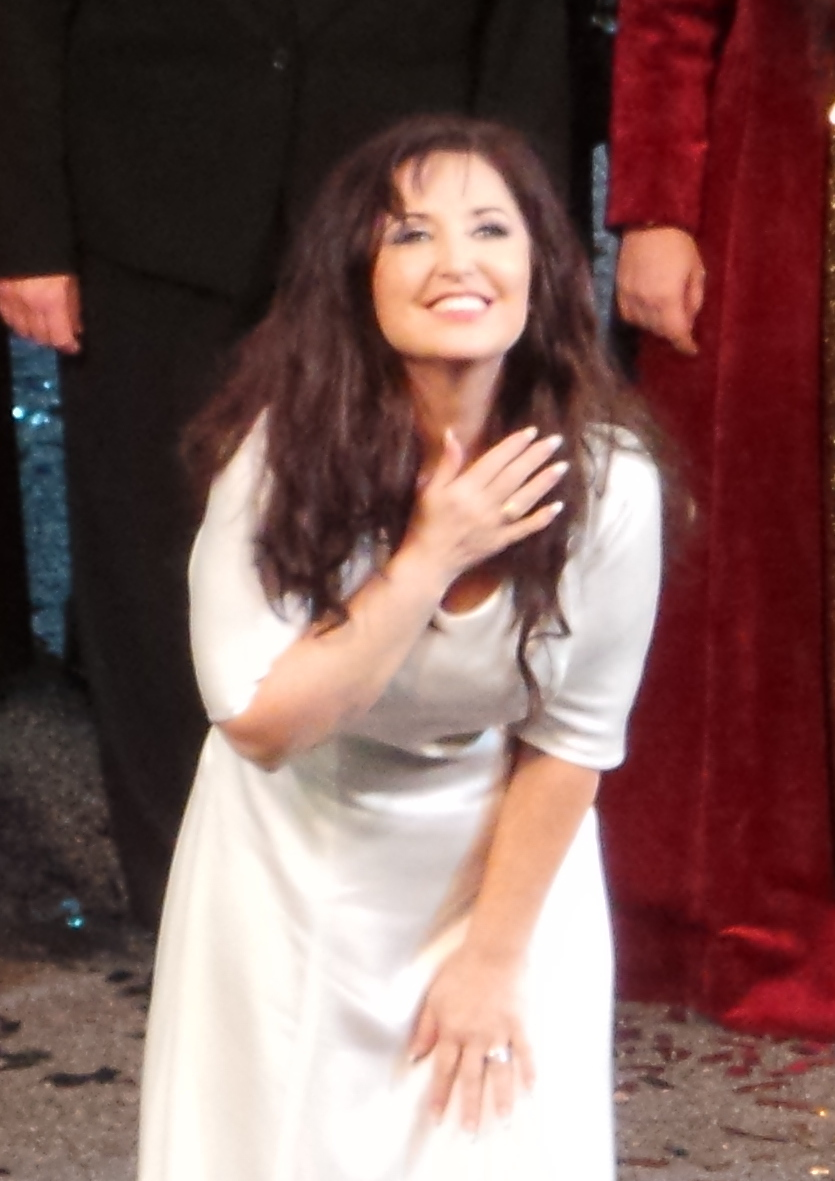
Elena Mosuc 2015 als Lucia in Lucia di Lammermoor, Gran Teatre de Liceo, Barcelona

Elena Moșuc (* 18. Januar 1964 in Iași) ist eine rumänische Opernsängerin (lyrischer Koloratursopran).

## Leben
Moșuc studierte an der Hochschule für Kunst und Gesang und am Konservatorium George Enescu in ihrer Heimatstadt Iași. Um das Studium zu verdienen, arbeitete sie als Grundschullehrerin. Noch vor Abschluss ihres Studiums debütierte sie an der Oper von Iași als „Königin der Nacht“ in der Zauberflöte und sang die Titelpartie in Lucia di Lammermoor, „Gilda“ in Rigoletto und „Violetta“ in La traviata.
1990 gewann sie den ersten Preis beim Internationalen ARD-Musikwettbewerb in München und 1993 den europäischen Förderpreis für Musik. 1995 erhielt Moșuc in Catania den Premio Bellini d'Oro, 2001 den Premio Zenatello di Verona und 2004 den Premio Verdi di Modena. 2005 erhielt sie vom rumänischen Staatspräsidenten den Offiziersorden als höchste musikalische Auszeichnung des Landes.
Seit der Spielzeit 1991/92 ist Elena Moșuc Ensemble-Mitglied des Zürcher Opernhauses. Zu ihren Glanzpartien gehören neben den oben genannten die „Konstanze“ in Die Entführung aus dem Serail, „Olympia-Antonia-Giulietta-Stella“ in Hoffmanns Erzählungen, „Amina“ in Bellinis La sonnambula, „Micaela“ in Carmen sowie die Lucia, die sie als ihre Schlüsselrolle bezeichnet.
Elena Moșuc ist regelmäßiger Gast – sowohl als Belcanto-Heroine als auch als Interpretin diverser Mozart-Partien für dramatischen Koloratursopran – in allen großen Opernhäusern der Welt. Sie sang unter Dirigenten wie Christoph von Dohnányi, Vladimir Fedoseyev, Ádám Fischer, Nikolaus Harnoncourt, Marcello Viotti und Franz Welser-Möst. Als Konzertsängerin arbeitet sie mit Colin Davis, Eliahu Inbal und David Zinman zusammen.
Im Juli 2007 debütierte Elena Moșuc als „Violetta“ an der Mailänder Scala.

## Diskografie
Ihre Diskografie umfasst das Solo-Album Au jardin de mon cœur, ein Mozart-Porträt, eine Aufnahme mit Händel-Arien (mit dem Zürcher Kammerorchester unter Howard Griffiths) sowie Notre Amour mit Liedern aus ihrer Heimat. 2016 veröffentlichte sie die Produktion L Amore e Poesia - Vocalises for Soprano and Orchestra mit Werken des Komponisten Flavio Motalla bei Solo Musica.